# Chicoutimi Saguenéens
Chicoutimi Saguenéens (fr. Saguenéens de Chicoutimi) – juniorska drużyna hokejowa grająca w LHJMQ w konferencji zachodniej. Drużyna ma swoją siedzibę w Saguenay w Kanadzie.
Od 2012 prezydentem klubu jest jego były zawodnik, Pierre-Marc Bouchard.
- Rok założenia: 1973–1974
- Barwy: granatowo-jasnoniebiesko-białe
- Trener: Richard Martel
- Manager: Richard Martel
- Hala: Centre Georges-Vézina

## Osiągnięcia
- Trophée Jean Rougeau: 1991
- Coupe du Président: 1991, 1994